# Herod Antipa
Herod Antipa je bil približno od leta 4 pr. n. št. do leta 39 n. št. tetrarh Galileje. * 20 pr. n. št., Judeja; † 39, Lugdunum Convenarum, Galija (danes Saint-Bertrand-de-Comminges, Francija).

## Življenje
Herod Antipa je bil sin Heroda Velikega in njegove žene Maltake. Herod Antipa, njegov brat Herod Arhelaj in polbrat Herod Filip (starejši) so preživeli del svoje mladosti v Rimu, kjer so bil deležni rimske vzgoje, hkrati pa so s svojimi telesi jamčili za dobre odnose med družino Herodov in Rimskim imperijem. 
Po očetovi smrti je Herod Antipa postal tetrarh Galileje. Izraz tetrarh pomeni vladar četrtine ali četrtni vladar: oče Herod Veliki je kraljestvo razdelil na štiri dele in jih zaupal v upravljanje svojim sinovom. Herod Antipa je bil formalno sicer vladar Galileje, dejansko pa je bil v vsem odvisen od Rimljanov. Za novo prestolnico Galileje je izbral lepo lokacijo ob Galilejskem jezeru in tam zgradil mesto, ki ga je poimenoval Tiberija - rimskemu cesarju Tiberiju na čast.
Ko je bil v Rimu, se je Herod Antipa zaljubil v Herodiado, ženo svojega polbrata Filipa. Ob odhodu v Galilejo jo je vzel s seboj in se z njo poročil, hkrati pa je napodil svojo prejšnjo ženo. Sveto pismo poroča, da je Janez Krstnik Heroda ostro opominjal, da ne sme živeti z ženo svojega brata, Herodiada pa je poskrbela, da je Janez Krstnik to plačal z glavo (glej Mr 6,17-28).
Sveto pismo navaja tudi, da je se je Herod Antipa srečal z Jezusom. Jezusa so namreč po aretaciji izročili Ponciju Pilatu, ta pa ga je poslal k Herodu, ker je bil Jezus iz Galileje. Herod je Jezusa zasliševal, a Jezus ni odgovarjal na vprašanja in potem ga je Herod poslal nazaj k Pilatu (glej Lk 23,1-12).
Zgodovinar Jožef Flavij poroča, da je pozneje rimski cesar Kaligula Heroda izgnal v Lugdunum Convenarum (današnji Saint-Bertrand-de-Comminges, Francija) in sam prevzel popolno oblast nad njegovimi deželami. Herod je kmalu po tem umrl.